# Kaster
Kaster est une section de la commune belge d'Anzegem, en province de Flandre-Occidentale. C'était une commune à part entière avant la fusion des communes de 1977.
La Varentstraat, également connue sous le nom d'enfer de Kaster (Hel van Kaster), est un vestige d'une voie romaine qui passait autrefois par la localité. Elle fait penser au circuit du Paris-Roubaix. Des courses cyclistes comme le Tour des Flandres utilisent cette rue comme épreuve éliminatoire.

## Géographie
Kaster est limitrophe des localités suivantes : Anzegem (section de commune), Wortegem, Kerkhove et Tiegem.

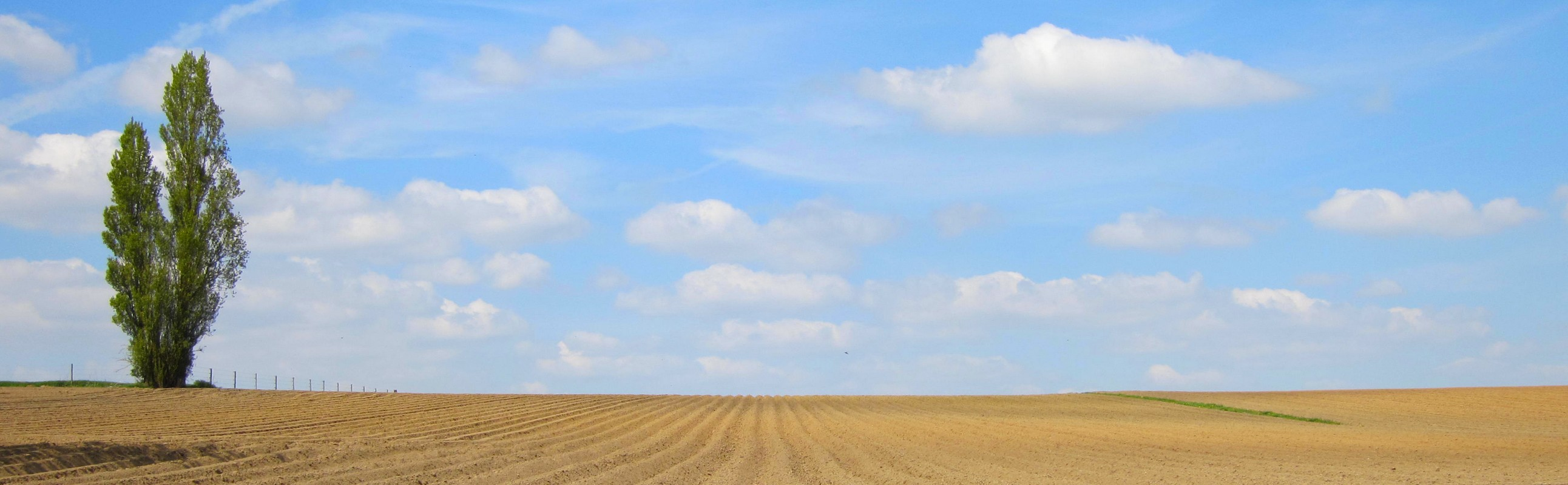
Kaster

## Démographie

### Évolution démographique
- Sources : INS, Rem. : 1831 jusqu'en 1970 = recensements, 1976 = nombre d'habitants au 31 décembre[3].

## Histoire
Des vestiges datant de l'époque néolithique ont été découverts à Kaster.

## Monuments

### Église
L'église Saint-Pierre (Sint-Petruskerk), de style néoclassique, date de 1818.

### Fermes
Quelques domaines connus :
- le domaine de Bassegem ;
- le domaine de Wouffleghem ;
- le domaine de Haegen ;
- le domaine de Corbie ;
- le domaine de Butsegem, une ferme du XVIIIe siècle, où est installé aujourd'hui un magasin d'art et d'antiquités.